# Piet de Moor
Piet de Moor (1950) is een Vlaams publicist en schrijver. 
De Moor was van 1980 tot 1985 hoofdredacteur van het linkse Vlaamse weekblad De Nieuwe. Sinds het midden van de jaren tachtig zwerft hij door Midden-Europa. Hij reist naar steden als Berlijn, Boedapest, Sarajevo en Tirana en spreekt met schrijvers, essayisten, historici en filosofen. De Moor verzet zich tegen grote dogmatische en totalitaire verhalen en gaat in zijn gesprekken en beschouwingen op zoek naar het kleine en marginale dat de geschiedenis verheldert.
De Moor woonde twee jaar in Berlijn en maakte diverse reizen door Rusland, Midden-Europa en de Balkan. Sedert 1 juli 2010 woont hij weer in Berlijn.
In 2006 publiceerde De Moor een aantal open brieven aan Peter Vandermeersch, algemeen hoofdredacteur van de Vlaamse krant De Standaard. Daarin stelt hij dat de media in Vlaanderen de maatschappelijke discussie steeds meer uit de weg gaan, onder druk van de commercie, de verkoopcijfers en het toenemende totalitarisme in Vlaanderen. De Moor publiceert deze "bitterbrieven" op zijn weblog en in het najaar van 2006 in boekvorm. 
In april 2008 verscheen zijn eerste roman, 'Hotel Silesia: Een Romance', bij Uitgeverij Van Gennep in Amsterdam. Zijn tweede roman, 'De adamiet', verscheen in oktober 2010. Zijn literaire notitieboek, 'Lettergrepen', verscheen eind 2013. In oktober 2016 verscheen het stadsportret 'Berlijn. Leven in een gespleten stad'. In december 2017 publiceerde uitgeverij Van Gennep een geheel herziene, uitgebreide herdruk van 'Schemerland' onder de nieuwe titel 'Hotel Europa'. Op 13 september 2018 verscheen bij dezelfde uitgever 'Gunzenhausen. Het parallelle leven van J.D. Salinger, door hemzelf verteld', waarin een verteller die Salinger heet Dichtung und Wahrheit in een literair zelfportret met elkaar verweeft.